# Ona Zee
Ona Zee (Los Angeles, 11 de març de 1954) és una actriu, directora i productora de cinema pornogràfic.

## Carrera
Zee va protagonitzar o va aparèixer en més de 300 pel·lícules per a adults des que va entrar a la indústria el 1986. Quan va començar tenia uns 35 anys, una edat a la qual molts artistes adults ja s'han jubilat.
Durant 67 vídeos va exercir de directora, escriptora i productora. El 1990, va formar la seva pròpia companyia de producció, Ona Zee Pictures. La companyia es va centrar inicialment en els títols de bondage, però més tard també es va traslladar a altres gèneres, com ara pel·lícules i pel·lícules noia-noia.
Durant la dècada de 1990 va formar un sindicat d'intèrprets pornogràfics, però finalment es va esfondrar per manca de suport polític i legal.

## Premis

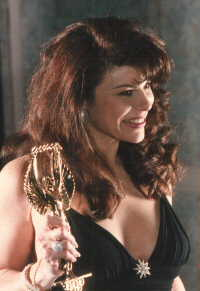
Ona Zee mb un premi AVN

- Premi AVN de 1989 – Millor actriu (pel·lícula) (Portrait of an Affair)[4]
- Premis AVN de 1992 - Millor actriu, vídeo ("Starlet")[4]
- Premis AVN de 1993 – Millor actriu secundària (pel·lícula) (Secret Garden 1 and 2)[4]
- 2000 Hot d'Or – Hot d'Or d'Honneur[5]
- AVN Hall of Fame[6]

## Vida personal
Segons la sèrie de televisió de HBO Real Sex, Ona Zee era la parella de Frank Zee, un pilot d'avió de combat de l'era del Vietnam. Encara estaven casats a la dècada de 1990. Juntament amb Nina Hartley va aparèixer al programa The Oprah Winfrey Show per tal de parlar sobre la indústria del cinema X.

## Filmografia

### Actriu
- Final Exam 2 (1987)
- Flesh in Ecstasy 2: Samantha Strong (1987)
- Flesh in Ecstasy 3: Purple Passion (1987)
- Flesh in Ecstasy 4: Jeanna Fine (1987)
- Head Clinic (1987)
- House of Sexual Fantasies (1987)
- Le Hot Club (1987)
- Let's Talk Dirty (1987)
- Lust Connection (1987)
- Memoirs of a Chamber Maid (1987)
- Monumental Knockers 1 (1987)
- Motel Sweets (1987)
- No One To Love (1987)
- Peggy Sue (1987)
- Seduction By Fire (1987)
- Sex Lifes of the Rich And Beautifull (1987)
- Slightly Used (1987)
- Starship Intercourse (1987)
- Talk Dirty to Me 5 (1987)
- Tropical Lust (1987)
- Angel Kelly Raw (1988)
- Back to Rears (1988)
- Birhtday Surprise (1988)
- Bitch is Back (1988)
- Bitches of Westwood (1988)
- Bondage Boot Camp (1988)
- Bondage Club 1 (1988)
- Bondage Club 2 (1988)
- Bondage Club 3 (1988)
- Bondage Club 4 (1988)
- Boom Boom Valdez (1988)
- Boy-girl Spanking (1988)
- Cheating American Style (1988)
- Cheeks (1988)
- Dark And Sweet (1988)
- Debbie 4 Hire (1988)
- Facial Attraction (1988)
- Fade to Black (1988)
- Fatal Erection (1988)
- Fatal Passion (1988)
- Final Taboo (1988)
- Foxy Lady 9 (1988)
- Frisky Fables (1988)
- Going Down Slow (1988)
- Good Enough To Eat (1988)
- Good Evening Vietnam (1988)
- Heiress (1988)
- High Heels In Heat 1 (1988)
- In a Crystal Fantasy (1988)
- Lady in Black (1988)
- Last Condom (1988)
- Little Red Riding Hood (1988)
- Luv Game (1988)
- Making Ends Meet (1988)
- Mr. Billion's Dollar Babies 1 (1988)
- Mr. Billion's Dollar Babies 2 (1988)
- Our Dinner With Andrea (1988)
- Partners In Sex (1988)
- Phone-Mates (1988)
- Portrait of an Affair (1988)
- Pure Sex (1988)
- Raw Talent 3 (1988)
- Rippin 'n Strippin (1988)
- Rippin 'n Strippin 2 (1988)
- Robofox 2 (1988)
- Robofox 2 (new) (1988)
- Satisfaction Jackson (1988)
- Sex and the Secretary (1988)
- Sex Lives of the Rich And Famous 1 (1988)
- Sex Lives of the Rich And Famous 2 (1988)
- Sextrology (1988)
- Slut (1988)
- Star Cuts 123: Ona Zee (1988)
- Sweet Spurt of Youth (1988)
- Talk Dirty to Me 6 (1988)
- Taste of Nikki Knights (1988)
- Twenty Something 1 (1988)
- Twenty Something 2 (1988)
- Afro Erotica 32 (1989)
- Bondage Club 5 (1989)
- Bondage Landlord (1989)
- Fantasy Girls (1989)
- Girls Who Love Girls 12 (1989)
- Girls Who Love Girls 7 (1989)
- Good Stuff (1989)
- Lacy Affair 3 (1989)
- Power Blonde (1989)
- Saturday Night Special (1989)
- Second Skin (1989)
- Shame on Shanna (1989)
- Sleeping Beauty Aroused (1989)
- Wicked Sensations 2 (1989)
- Adultery (1990)
- Rapture Girls 2 (1990)
- Sextacy 19: Pussy Whipped Pussies (1990)
- Three Score (1990)
- White Trash (1990)
- A&B BD 1: Submissive Slaves (1991)
- A&B BD 2: Submissive Wife 1 (1991)
- A&B BD 3: Male Slave (1991)
- A&B BD 4: Submissive Ladies (1991)
- Sleeping Beauty Aroused (1989)
- Wicked Sensations 2 (1989)
- Adultery (1990)
- Rapture Girls 2 (1990)
- Sextacy 19: Pussy Whipped Pussies (1990)
- Three Score (1990)
- White Trash (1990)
- A&B BD 1: Submissive Slaves (1991)
- A&B BD 2: Submissive Wife 1 (1991)
- A&B BD 3: Male Slave (1991)
- A&B BD 4: Submissive Ladies (1991)
- A&B BD 5: Submissive Slave 2 (1991)
- A&B BD 6: Submissive Husband (1991)
- A&B BD 6: Submissive Wife 2 (1991)
- All American Girl (1991)
- Alone And Dripping (1991)
- City of Sin 1 (1991)
- Dazzling Dominants (1991)
- Easy Pussy (1991)
- Ebony Humpers 2 (new) (1991)
- Get Bi Tonight (1991)
- Girls Gone Bad 5 (1991)
- Juicy Treats (1991)
- Maddams Family (1991)
- Starlet (1991)
- Tango 'n Gash (1991)
- 1-800-934-BOOB (1992)
- A&B Gang Bang 12: Ona Z And Leslie (1992)
- Adult Video News Awards 1992 (1992)
- Afternoon With Goddess Sondra (1992)
- Anal Adventures 4 (1992)
- Anal Analysis (1992)
- Bedtime Stories (1992)
- Bush Pilots 2 (1992)
- Checkmate (1992)
- Cherry Red (1992)
- Date With Dallas (1992)
- Deep Inside Ona Zee (1992)
- Deep Inside Shanna McCullough (1992)
- Defenseless (1992)
- Dominating Girlfriends 1 (1992)
- Dominating Girlfriends 2 (1992)
- Dream Machine (1992)
- Ebony Love (1992)
- Erectnophobia 2 (1992)
- Forever Yours (1992)
- Hard Ride (1992)
- Hidden Desires (1992)
- Hooked (1992)
- I Remember When... (1992)
- Immaculate Erection (1992)
- Internal Affairs (1992)
- Learning The Ropes 1: Male Submissive (1992)
- Learning The Ropes 2: Male Submissive (1992)
- Learning The Ropes 3: Female Submissive (1992)
- Learning The Ropes 4: Female Submissive (1992)
- Learning The Ropes 5: Female Submissive (1992)
- Lez Go Crazy (1992)
- Long Hot Summer (1992)
- Mystery of the Male Tease Dildo (1992)
- Ona Zee's Date With Dallas (1992)
- Ona Zee's Flesh Tease (1992)
- Other People's Honey (1992)
- Over 40 (1992)
- Party (1992)
- Prelude (1992)
- Secret Garden 1 (1992)
- Secret Garden 2 (1992)
- Servants Of Midnight (1992)
- Sex Wish (1992)
- She Likes to Watch (1992)
- Sin City (1992)
- Splatman (1992)
- Street Angels (1992)
- Street Heat (1992)
- Sweet Alicia Rio (1992)
- Tails To Remember (1992)
- Temple Of Lust (1992)
- Therapist (1992)
- This Butt Lite is For You (1992)
- Too Sexy (1992)
- Two Hearts (1992)
- WACS (1992)
- Wild Hearts (1992)
- A&B Gang Bang 13: Cumming Out Party 1 (1993)
- A&B Gang Bang 14: Cumming Out Party 2 (1993)
- A&B Gang Bang 15: Cumming Out Party 3 (1993)
- A&B Gang Bang 26: The Judgement (1993)
- Adult Video News Awards 1993 (1993)
- American Garter (1993)
- Backdoor Brides 4 (1993)
- Backing In 4 (1993)
- Best of Double Penetration (1993)
- Best of Talk Dirty 2 (1993)
- Black Orchid (1993)
- Bondage Memories 3 (1993)
- Bringing Up the Rear (1993)
- Bubble Butts 21 (1993)
- Buzzz (1993)
- Careless (1993)
- Crazy With The Heat 2 (1993)
- Dirty Books (1993)
- Dirty Nurses (1993)
- Double Play (1993)
- Eclipse (1993)
- Environmental Attorney (1993)
- Erotique (1993)
- Fantasy Booth (1993)
- Full Moon Fever (1993)
- Guilty By Seduction (1993)
- Hot Chili Pepper (1993)
- Hunger (1993)
- Kiss Before Dying (1993)
- Learning The Ropes 6: Lesbian Bondage (1993)
- Learning The Ropes 7: At Lady Laura's (1993)
- Love Potion (1993)
- Maid Service (1993)
- More Than A Handful 3 (1993)
- My Favorite Rear (1993)
- Nikki's Last Stand (1993)
- Ninja CPA (1993)
- Ona Zee's Sex Academy 1 (1993)
- Ona Zee's Star Search (1993)
- Ona Zee's Star Search 2 (1993)
- Ona Zee's Star Search 3 (1993)
- Portrait of Dorian (1993)
- Savannah Affair (1993)
- Secret Services (1993)
- Servin' It Up (1993)
- Sex Ranch (1993)
- Sex Range (1993)
- Soap Me Up (1993)
- Spread Those Cheeks (1993)
- Working Stiffs (1993)
- Adult Video News Awards 1994 (1994)
- Bi-dacious (1994)
- Bloopers (1994)
- Dirty Doc's Butt Bangers 6 (1994)
- Learning The Ropes 8: Slaves In Training (1994)
- Learning The Ropes 9: The Training Continues (1994)
- Paging Betty (1994)
- Professor Butts (1994)
- Strippers Inc. (1994)
- Tangled (1994)
- Club Kiss (1995)
- Fever Pitch (1995)
- Journal Of O 1: Servant Slaves (1995)
- Journal Of O 2 (1995)
- Learning The Ropes 10: Chains Of Love (1995)
- Learning The Ropes 11: Chains Required (1995)
- Learning The Ropes 12 (1995)
- Ona Zee's Sex Academy 2 (1995)
- Ona Zee's Sex Academy 3 (1995)
- Ona Zee's Sex Academy 4 (1995)
- Ona Zee's Sex Academy 5 (1995)
- Ona's Doll House 1 (1995)
- Ona's Doll House 2 (1995)
- Ona's Dynamite DP's (1995)
- Profiles 3: House Dick (1995)
- Razor's Edge (1995)
- Scorched (1995)
- Strippers Inc. 2 (1995)
- Strippers Inc. 3 (1995)
- Strippers Inc. 4 (1995)
- Strippers Inc. 5 (1995)
- Stud Finders (1995)
- Deep Inside Ariana (1996)
- Divine Marquis (1996)
- Hornet's Nest (1996)
- Ona's Awesome Anals (1996)
- Ona's Doll House 3 (1996)
- Ona's Doll House 4 (1996)
- Ona's Doll House 5 (1996)
- Ona's Doll House 6 (1996)
- Sex for Hire 1 (1996)
- Shock: Latex 2 (1996)
- Toy Box (1996)
- Triple X 20 (1996)
- Maxed Out 6 (1997)
- Sex for Hire 2 (1997)
- Triple X 25 (1997)
- Brazilian Heat (1998)
- Uncensored S/M Study (1998)
- Uncensored S/M Study 2 (1998)
- Cream Dreams (1999)
- Dreamwagon: Inside The Adult Film Industry (1999)
- Sex for Life Too (1999)
- Latex and Leather Slavegirls (2000)
- Sex: The Annabel Chong Story (2000)
- Uncensored S/M Study 2 (2000)
- Deep Inside Racquel Darrian (2001)
- Divine Ms. Zee (2001)
- Bad Influence (2003)
- Legends of Sex (2003)
- Swedish Erotica 4Hr 12 (2003)
- Swedish Erotica 4Hr 14 (2003)
- Swedish Erotica 4Hr 23 (2003)
- Totally Shanna (2003)
- Swedish Erotica 113 (2007)
- Swedish Erotica 120 (2007)
- Swedish Erotica 76 (new) (2007)
- Swedish Erotica 98 (2007)
- Now That's How You Orgy 2 (2013)

### Directora
- Our Dinner With Andrea (1988)
- Date With Dallas (1992)
- Learning The Ropes 1: Male Submissive (1992)
- Learning The Ropes 2: Male Submissive (1992)
- Learning The Ropes 3: Female Submissive (1992)
- Learning The Ropes 4: Female Submissive (1992)
- Learning The Ropes 5: Female Submissive (1992)
- Ona Zee's Date With Dallas (1992)
- Temple Of Lust (1992)
- Learning The Ropes 6: Lesbian Bondage (1993)
- Learning The Ropes 7: At Lady Laura's (1993)
- Ona Zee's Sex Academy 1 (1993)
- Ona Zee's Star Search (1993)
- Ona Zee's Star Search 2 (1993)
- Ona Zee's Star Search 3 (1993)
- Learning The Ropes 8: Slaves In Training (1994)
- Learning The Ropes 9: The Training Continues (1994)
- Strippers Inc. (1994)
- Club Kiss (1995)
- Fever Pitch (1995)
- Journal Of O 1: Servant Slaves (1995)
- Journal Of O 2 (1995)
- Learning The Ropes 10: Chains Of Love (1995)
- Learning The Ropes 11: Chains Required (1995)
- Learning The Ropes 12 (1995)
- Ona Zee's Sex Academy 2 (1995)
- Ona Zee's Sex Academy 3 (1995)
- Ona Zee's Sex Academy 5 (1995)
- Ona's Doll House 1 (1995)
- Ona's Doll House 2 (1995)
- Ona's Dynamite DP's (1995)
- Razor's Edge (1995)
- Scorched (1995)
- Strippers Inc. 3 (1995)
- Strippers Inc. 5 (1995)
- Stud Finders (1995)
- Deadly Sin (1996)
- Divine Marquis (1996)
- Erotic Bondage (1996)
- Hornet's Nest (1996)
- Ona's Awesome Anals (1996)
- Ona's Doll House 3 (1996)
- Ona's Doll House 4 (1996)
- Ona's Doll House 5 (1996)
- Ona's Doll House 6 (1996)
- Sex for Hire 1 (1996)
- Thin Ice (1996)
- Toy Box (1996)
- Sex for Hire 2 (1997)
- Confidential Underground Tapes 2 (2000)
- SMX 10 (2000)
- SMX 11 (2000)
- SMX 12 (2000)
- SMX 13 (2000)
- SMX 4 (2000)
- SMX 5 (2000)
- SMX 6 (2000)
- SMX 7 (2000)
- SMX 8 (2000)
- SMX 9 (2000)
- Divine Ms. Zee (2001)
- SMX 14 (2001)
- SMX 15 (2001)
- SMX 16 (2001)
- SMX 17 (2001)
- On The Come (2002)
- Totally Shanna (2003)

## Enllaços exters
- Ona Zee a l'Internet Adult Film Database
- Ona Zee a Adult Film Database (anglès)